# Gymnastique rythmique aux Jeux méditerranéens de 2013
Navigation
Pescara 2009 Tarragone 2018
Les épreuves de gymnastique rythmique des Jeux méditerranéens de 2013 ont lieu à Mersin, en Turquie, du 29 au 30 juin 2013.

## Tableau des médailles
| Rang  | Nation  | Or | Argent | Bronze | Total |
| ----- | ------- | -- | ------ | ------ | ----- |
| 1     | Espagne | 1  | -      | -      | 1     |
| 2     | Grèce   | -  | 1      | -      | 1     |
| 3     | France  | -  | -      | 1      | 1     |
| Total | Total   | 1  | 1      | 1      | 3     |

## Finale
| Rang               | Gymnaste            | Pays     |             |             |             |             | Total  |
| ------------------ | ------------------- | -------- | ----------- | ----------- | ----------- | ----------- | ------ |
| Médaille d'or      | Carolina Rodriguez  | Espagne  | 17.600 (1)  | 17.400 (1)  | 17.417 (1)  | 17.550 (1)  | 69.967 |
| Médaille d'argent  | Varvara Filiou      | Grèce    | 17.383 (2)  | 17.400 (1)  | 17.267 (2)  | 17.117 (2)  | 69.017 |
| Médaille de bronze | Kséniya Moustafaeva | France   | 17.000 (4)  | 17.117 (3)  | 17.233 (3)  | 16.967 (4)  | 68.467 |
| 4                  | Federica Febbo      | Italie   | 17.050 (3)  | 17.067 (4)  | 17.000 (4)  | 17.033 (3)  | 68.150 |
| 5                  | Julieta Cantaluppi  | Italie   | 16.917 (5)  | 16.983 (5)  | 16.983 (5)  | 16.900 (5)  | 67.783 |
| 6                  | Natalia Garcia      | Espagne  | 16.433 (6)  | 16.733 (6)  | 16.500 (6)  | 16.483 (6)  | 66.149 |
| 7                  | Burcin Neziroglu    | Turquie  | 14.933 (8)  | 15.217 (7)  | 15.783 (7)  | 15.450 (7)  | 61.383 |
| 8                  | Zeynep Kusem        | Turquie  | 15.083 (7)  | 15.983 (8)  | 15.700 (8)  | 14.900 (8)  | 60.666 |
| 9                  | Sara Kragulj        | Slovénie | 14.833 (9)  | 14.433 (9)  | 13.867 (10) | 14.800 (9)  | 57.933 |
| 10                 | Heba Elbourini      | Égypte   | 14.800 (10) | 13.983 (10) | 15.133 (9)  | 13.433 (10) | 57.349 |